# Tekken Tag Tournament 2
Tekken Tag Tournament 2 (鉄拳タッグトーナメント2?, Tekken Taggu Tōnamento 2) è un gioco appartenente alla serie videoludica Tekken, seguito di Tekken Tag Tournament. È il secondo gioco in cui si può usare il Tag, cioè si lotta in coppia. È stato annunciato il 18 settembre 2010 all'Evento Tobuki. L'engine del gameplay è vicino a quello di Tekken 6, ma notevolmente migliorato, ed espande la meccanica di Tekken Tag Tournament, offrendo la possibilità di fare delle combo tag, unendo i colpi del primo personaggio a quelli del compagno.
Il gioco è uscito nelle sale giochi giapponesi il 14 settembre 2011 mentre la versione console è uscita il 13 settembre del 2012. Una versione demo chiamata Tekken Tag Tournament 2 Prologue è stata pubblicata il 23 dicembre 2011, in esclusiva PlayStation 3, insieme al pacchetto Tekken Hybrid (anch'esso in esclusiva PlayStation 3) che contiene anche il film Tekken Blood Vengeance e la rimasterizzazione in HD del primo Tekken Tag Tournament.
Questo capitolo della saga, come l'originale Tekken Tag Tournament, non segue la storyline degli altri episodi (essendo uno spin-off), e non vuole rivoluzionare le generalità di combattimento: si limita soltanto a proporre il più alto numero di personaggi mai visto in un capitolo di Tekken. Inoltre, sono stati quasi completamente ricostruiti i modelli poligonali dei personaggi e il gameplay risulta molto meno cupo del precedente Tekken 6. Tekken Tag Tournament 2 ha comunque una sorta di storia nel Laboratorio, dove nei panni di Combot, si dovranno affrontare svariate prove per potenziare la sua lista di mosse. Questa nuova modalità è utile per permettere ai giocatori esperti e non di prendere confidenza con i comandi di gioco.

## Personaggi
- Alex[7][8] (giocabile solo nelle versioni console)
- Alisa Bosconovitch
- Angel (giocabile solo nelle versioni console, DLC)
- Anna Williams
- Armor King
- Asuka Kazama
- Baek Doo San
- Bob Richards
- Bruce Irvin
- Bryan Fury
- Christie Monteiro
- Combot (giocabile solo nelle versioni console)
- Craig Marduk
- Devil Jin[9] (alter ego di Jin Kazama)
- Eddy Gordo
- Feng Wei
- Forest Law[7][8] (giocabile solo nelle versioni console, DLC)
- Ganryu
- Dr. Bosconovitch (personaggio bonus)
- Heihachi Mishima (Sub-boss con Jinpachi)
- Hwoarang
- Jack-6
- Jaycee (personaggio bonus\alter ego di Julia Chang)
- Jin Kazama
- Jinpachi Mishima (Sub-boss con Heihachi)
- Jun Kazama (Boss finale)
- Kazuya Mishima
- Devil (presente solo in Tekken Hybrid; se accoppiato con Kazuya l'uno si trasformerà nell'altro. Stranamente, in Tekken Tag 2 Devil non è un personaggio a parte e Kazuya può trasformarvisi in qualunque momento premendo un'apposita sequenza di tasti)
- King
- Kuma
- Kunimitsu (giocabile solo nelle versioni console, DLC)
- Lars Alexandersson
- Lee Chaolan
- Lei Wulong
- Leo Kliesen
- Lili
- Ling Xiaoyu
- Marshall Law
- Michelle Chang (giocabile solo nelle versioni console, DLC)
- Miguel Caballero Rojo
- Miharu Hirano (personaggio bonus)
- Mokujin
- Nina Williams
- Ancient Ogre (giocabile solo nelle versioni console, DLC)
- Panda
- Paul Phoenix
- Prototype Jack[7][8] (giocabile solo nelle versioni console)
- Raven
- Roger Jr.
- Sebastian (personaggio bonus)
- Sergei Dragunov
- Slim Bob (personaggio bonus)
- Steve Fox
- Tiger Jackson[7][8] (giocabile solo nelle versioni console)
- Ogre (Sub-boss)
- Unknown (Bonus - Boss finale - giocabile solo nelle versioni console, DLC)
- Violet (personaggio bonus\alter ego di Lee Chaolan)
- Wang Jinrei
- Yoshimitsu
- Zafina

## Accoglienza
La rivista Play Generation diede alla versione per PlayStation 3 un punteggio di 93/100, apprezzando la quantità di modalità disponibili e la varietà di oggetti per la personalizzazione, ma come contro il suo non essere graficamente prodigioso e l'essere molto completo ma senza troppe novità, finendo per trovarlo un titolo che senza rivoluzionare il genere si dimostrava un gran picchiaduro dedicato al tag team: completo, longevo e di buona qualità.